# Mimoza Ahmeti
Mimoza Ahmeti, född den 12 juni 1963 i Kruja i Albanien, är en albansk poet. Hon räknas som den moderna albanska litteraturens enfant terrible, som på sistone lyckats reta upp det albanska samhället.
Efter två diktsamlingar i det sena 1980-talet var det en samling 53 dikter, Dilerium (Tirana 1994), som tilldrog sig allmänhetens uppmärksamhet. Hennes poesi har blivit väl mottagen av den yngre generationens läsare för sitt frimodiga västerländska tänkande. Den sexuella frispråkigheten i hennes texter har snabbt gjort henne känd.
Bland hennes senaste böcker är Palmimi i luleve (Tirana 2002) och Gruaja haluçinante (Tirana 2006). Hon är översatt till spanska, franska och italienska.

### Fotnoter
1. ↑  Gemeinsame Normdatei, Deutsche Nationalbibliotheks katalog-id-nummer: 1392792107749153-1, läst: 15 oktober 2015.[källa från Wikidata]
2. 1 2 3  läs online, books.google.com .[källa från Wikidata]